# Franco Giordano
Francesco (Franco) Giordano (ur. 26 sierpnia 1957 w Bari) – włoski polityk, działacz komunistyczny, parlamentarzysta, od 2006 do 2008 sekretarz krajowy Odrodzenia Komunistycznego (RC).

## Życiorys
Uzyskał wykształcenie średnie. W połowie lat 70. został aktywistą FGCI, organizacji młodzieżowej Włoskiej Partii Komunistycznej. Był od tego czasu etatowym działaczem partyjnym, zaczynając od kierowania strukturami FGCI w Bari. Na początku lat 90., po rozpadzie partii komunistycznej, dołączył do Odrodzenia Komunistycznego. W 1996 po raz pierwszy uzyskał mandat posła do Izby Deputowanych, wykonywał go do 2008 jako deputowany XIII, XIV i XV kadencji. Od 1998 do 2006 przewodniczył frakcji poselskiej swojej partii.
W 2006 objął przywództwo w Odrodzeniu Komunistycznym, zastępując Fausta Bertinottiego. Funkcję sekretarza krajowego RC pełnił do 2008, kiedy to jego ugrupowanie znalazło się poza parlamentem. Wkrótce opuścił tę partię, wszedł w skład władz krajowych formacji Lewica, Ekologia, Wolność.